# 최명길 (1586년)
최명길(崔鳴吉, 1586년 10월 7일(음력 8월 25일)~1647년 6월 19일(음력 5월 17일))은 조선 중기의 문신, 성리학자, 양명학자, 외교관, 정치가이다. 본관은 전주, 자는 자겸(子謙), 호는 지천(遲川)·창랑(滄浪)이며, 시호는 문충(文忠)이다. 완성군(完城君)에 봉작되었다가 완성부원군(完城府院君)으로 진봉됨

## 약력
1605년 생원시에 입격한 후 같은 해 문과에 급제하여 관직에 올랐으며 젊은 나이에 요직을 두루 거쳤다. 1614년 병조좌랑에서 삭직된 뒤 복권되었으나 1617년 인목대비 폐모론에 반대하여 관직을 사퇴했다. 광해군의 정치에 반발하여 그 뒤 1623년 인조반정에 참여하여 정사공신(靖社功臣) 1등으로 완성군(完城君)에 봉군되었다. 정묘호란 당시 화의론을 펼쳤으며 항복이 결정된 후 항복문서의 초안을 작성했다. 이후 청나라와의 협상을 성사시켜 인조의 신임을 얻었다. 이후 대명, 대청 외교를 맡고 개혁을 추진하면서 국정을 주도했다. 1628년(인조 6) 유효립에 난 진압을 도운 공로로 영사원종공신 1등(寧社原從功臣一等)에 책록되었다.
1636년 병자호란 때는 청나라군 선봉장을 만나 시간을 끌어 인조의 남한산성 피신 시간을 벌었다. 그 뒤 화의와 항전을 놓고 김상헌 등의 척화신에 맞서 화의론을 주장했다. 이때 직접 항복문서를 지었는데, 척화신 김상헌이 이를 찢고 통곡하자 항복문서를 다시 모았다.
1637년 의정부우의정을 거쳐 좌의정이 된 직후 청나라에 파견되는 사은사로 심양에 가서 조선인 포로의 석방과 송환, 척화신(斥和臣)의 송환을 교섭, 성사시키고 1638년 초에 귀국하여 의정부영의정이 되었다. 1640년 김류, 김자점 등과의 갈등으로 사퇴했다가 1642년에 다시 영의정에 복직했다. 그러나 명나라와의 비공식적 외교관계가 발각되어 1643년 청나라에 끌려가 억류되었다. 1643년 조선이 명나라와 내통하였다는 사실과 관련되어 심양(瀋陽)에 잡혀가 2년간 억류되었다가 소현세자 등과 함께 풀려났다. 1645년 귀국하여 완성부원군(完城府院君)에 진봉(進封)되었다. 사후 화의와 타협을 주장했다 하여 성리학 명분론자들에 의해 심한 비방을 받았다. 숙종 때에 잠시 긍정적인 여론이 나타났으나 곧 사라졌고 대한제국이 멸망한 뒤에야 그의 화의론, 협력론이 현실적이라는 주장이 나타났다.
병자, 정묘호란 당시 주화론의 대표론자로, 전쟁 중 주화론(主和論)을 주장, 화의가 끝나 청나라군이 돌아간 후 많은 지탄을 받았으나 인조의 각별한 신뢰를 받았다. 이괄의 난과 정묘호란 때에도 위험을 무릅쓰고 활약하여 공로를 인정받았다. 정묘호란과 병자호란 당시 청나라와의 화의론을 주장하여 주전론을 주장하던 청음 김상헌, 선원 김상용 등과 맞섰다. 그의 사상과 정책은 주화론으로 요약할 수 있으나 양명학에도 큰 호감을 보였다. 유학과 문장에 뛰어나며 글씨를 잘 썼다. 최기남, 윤두수, 윤근수, 이항복, 신흠(申欽)의 문인이다.

## 생애

### 생애 초반

#### 출생과 수학
빙고 별제(氷庫別提)로 이조판서로 추증된 최업(崔嶪)의 증손으로, 할아버지는 증 의정부좌찬성 수준(秀俊)이고 아버지는 영흥부사로 의정부영의정에 추증된 최기남(崔起南)이며, 어머니는 참판을 지낸 유영립(柳永立)의 딸 유씨다. 아버지 최기남에게서 가학을 배우다가 윤두수의 문하에도 출입하며 수학하였다. 그 뒤 1601년 윤두수가 죽자 윤근수의 문하와 오성 이항복(李恒福)의 문하에도 출입하며 글을 배웠으며, 신흠의 문하에서도 수학하였다. 아버지 최기남을 비롯해 윤두수, 윤근수, 이항복, 신흠 등 다양한 스승에게서 학문을 배운 최명길은 한가지 생각만이 정답은 아니며 사람은 저마다 생각이 다를수 있음을 인정하였다. 일찍이 이항복문하와 신흠의 문하에서 이시백(李時白), 장유(張維) 등과 함께 수학한 바 있다.
이항복의 문인과 신흠의 문인으로 수학할 때 만난 김육(金堉), 조익(趙翼), 장유(張維), 이시백(李時白) 등 소수의 친구들과 만나 오래 교류하였다.
여러 스승들에게서 성리학 학문을 수학한 그는 다양한 학식과 함께 다양한 관점을 접하였다. 또한 양명학에도 관심을 보였으며 명나라, 청나라 밖에도 선진 문명이 있을 것이라 예상하였다. 또한 점술과 도학 등에도 능통하였으며 풍수지리나 병법에도 뛰어났다.

#### 양명학 독학과 성균관 유생 시절
그는 성리학을 공부하였으나 성리학만이 진리라 생각하지 않고 양명학을 공부하기도 했다. 양명학을 독학으로 수학하면서 주자학적 명분론, 묵수주의가 조선사회의 모순을 해결할 수 없다는 것을 깨닫고 양명학에서 새로운 사상적 활로를 찾았던 것 같다. 그의 이러한 학문 태도는 훗날 병자호란(丙子胡亂) 때 남한산성에서 많은 사람들이 주자학적 명분론에 사로잡혀 항전을 주장했음에도 불구하고 현실을 직시하고 자신의 주관에 입각해서 과감히 화평론을 주장하게 된 바탕이 되었다.
1602년 유학으로 성균관 유생이 되었고, 1605년(선조 38년) 생원시와 진사시에 모두 합격한 뒤 문과에 응시한다.
그는 처음에 의정부 좌찬성 옥성 부원군(玉城府院君) 장만(張晩)의 딸 인동 장씨(仁同張氏)와 결혼했으나 상처하고, 종묘서령(宗廟署令) 허인(許嶙)의 딸 양천 허씨(陽川許氏)와 재혼하였다. 두 부인 모두 최명길보다 먼저 세상을 떠났다.

#### 과거 급제와 관료생활 초반
1605년 최명길은 생원시에 1등으로 합격하여 생원이 되고 바로 응시한 진사시에는 8등으로 합격하여 진사가 된 뒤 바로 그해에 증광문과(增廣文科)에 병과(丙科)로 급제한다. 이후 권지승문원을 거쳐 예문관에 보임되어 요직으로 조정에 진출하였다. 예문관에 보임되었다가 병으로 사퇴를 청하였으나 오히려 성균관 전적(典籍)으로 승진했다. 성균관 전적을 거쳐 광해군대에 북인의 권력독점이 심화되던 중 이를 비판했다가 북인들의 눈에 들게 되었다. 1614년(광해군 6년) 병조좌랑으로 있다가 명나라 사신 일행과 접촉 금지 원칙을 어겼다는 이유와 폐모론 논의를 발설했다는 이유로 탄핵을 받고, 관직을 삭탈 당했다. 이후 가평(加平)으로 내려가 조익, 김육, 장유, 이시백 등과 교유하며 학문에 힘썼다.
1614년(광해군 6) 병조좌랑에서 삭직되었으나 그해에 곧 복권되었다. 그 뒤 어버이의 상을 당하여 수년간 부모의 3년상을 복상한 뒤 관직에 나가지 않았다. 1617년 인목대비 폐모론에 반대하여 관직을 사퇴했다. 이후 그는 북인의 독주가 선조비인 인목대비 유폐에 이르게 되자 광해군의 정책을 난정으로 규정하고 이귀가 중심이 된 반정계획에 참여하였다. 그 후 그는 김류 계열 사람들을 찾아다니며 연합, 그들과의 연대를 통해 반정의 외연고리를 확대시킨다.

### 정치, 외교 활동

#### 인조반정과 이괄의 난
그 뒤 부친 상을 당해 조정에 나가지 않고 있었는데, 당시 광해군이 인목대비를 유폐하고 정치가 날로 어지러워지자, 형 최내길을 비롯하여 김류·이귀(李貴) 등과 대계(大計)를 세우고 드디어 1623년 4월 인조를 옹립했으며, 그 공으로 참의(參議)에다 1등 공신이 되고 완성군(完城君)에 피봉되었다.
1623년(광해군 15년) 봄에 스스로 점을 쳐보고 군대를 출동할 날짜를 정하였다. 반정군은 그가 택한 길일 새벽에 한성부 주변에 군사를 숨겨두었다가 궁궐에 방화하고 거사를 단행하였다.
반정이 성공하자 이조좌랑(吏曹佐郞)이 되고, 그 해에 정랑을 거쳐 참의(參議)로 고속 승진했다가 이조참판이 되어 비변사 유사당상을 겸임하였으며 비변사 제조까지 승진하였으며, 그 뒤 홍문관부제학, 사헌부대사헌 등을 거쳤다. 이후 반정에 참여한 공로로 정사공신(靖社功臣) 1등관에 녹훈되고 완성군(完城君)에 녹훈되었다. 1624년 반정공신들에 대한 논공행상에 불만을 품은 이괄이 난을 일으키자 그를 회유하였으나 이괄은 최명길의 설득을 받아들이지 않았다. 이후 이괄의 난으로 임금이 도망가자 한성부의 민심을 수습하는 한편, 이괄의 난이 진압된 뒤에도 유언비어 확산을 막으며 인조반정과 연이은 이괄의 난으로 흉흉해진 민심을 수습하였다.
1624년 이괄의 난 당시 그는 무신이 아닌데도 총독부사(摠督副使)직을 자원하였다. 그는 피난한 조정의 총독부사 자격으로 암살의 위험 속에서 홀로 임진강을 건너가 원수 장만을 찾아갔고, 그와 협의하여 계책을 세우고 투항을 독려하는 등 안현(鞍峴) 전투를 승리로 이끎으로써 반란 진압에 결정적인 계기를 마련하였다.

#### 인조 반정 초기

##### 개혁 정책과 청렴성
그는 인조반정 당시에는 길흉을 점쳐 거사 시기를 정했을 만큼 점술을 인정받았으며 풍수지리나 병법에도 뛰어났고, 공신들 중에서도 박식함을 인정받았다. 구체적인 정책은 외부의 압력에 굴하지 않고 개혁을 추구하되 시세의 변화에 따라 변통하는 방향으로 추진하였다.
이후 그는 1625년(인조 3) 관직 체계, 토지 제도, 조세 제도, 군사 제도 전반에 대한 개혁안을 제출하였다. 개혁안 제출에 나타난 개혁 의지는 병자호란 직후의 국정을 주도할 때 실행에 옮겨졌다. 그는 토지는 사대부나 지주들이 아니라 실제로 농사를 짓는 사람들에게 부여되어야 한다고 주장하였고, 정치운영에 대해서는 관인들 사이의 분란 가능성을 줄이고 재상의 권한을 확대함으로써 정치의 효율성을 증대할 것을 건의하였다. 또한 당쟁의 폐단을 지적하며 극단론자 대신 국익을 위해 봉사할 인물들을 당파와 파벌에 관계 없이 가려서 쓸 것을 건의하였다. 민생에 대해서는 호패법(號牌法)을 실시하여 민간의 부담을 균등히 해야 한다고 주장하였다. 또한 양반 사대부에게도 임금의 백성이니 군역을 부과할 것을 건의했으나 서인 당원 다수의 압도적인 반대로 무산되었다. 이러한 개혁안의 제출에 급진적이라는 비판 여론도 있었으나, 인조반정이 사사로운 원한관계 때문에 일으킨 쿠데타라는 남인과 북인측의 비판과 부정적인 시각을 일소하는 근거가 되었다.
1625년 부제학이 되어 호패법의 시행을 주장하고 호패법당상(號牌法堂上)이 되어 이를 지도, 관장하였다.
그는 사치하지 않고 검소하였다. 본처 장씨 부인이 아들이 없어서 조카 최후량(崔後亮)을 양자로 들였다가 뒤늦게 재혼한 부인 양천 허씨에게서 친자 최후상(崔後尙)을 얻었으나, 그는 의리를 지켜 그 전에 조카를 양자로 삼은 것을 취소하지 않고 그대로 후사로 삼도록 특별히 청해 조정의 허락을 받았다. 동료 공신들의 경제적 비리행위를 규탄하고 개혁을 촉구하는 데 거리낌이 없을 정도로 강직하였다. 이때문에 그는 평소 적을 많이 만들었지만 그는 개의치 않았다. 청렴성과 진솔함, 공정성은 인조와 서인당내 정적들까지도 인정하였다.

##### 원종 추숭 문제

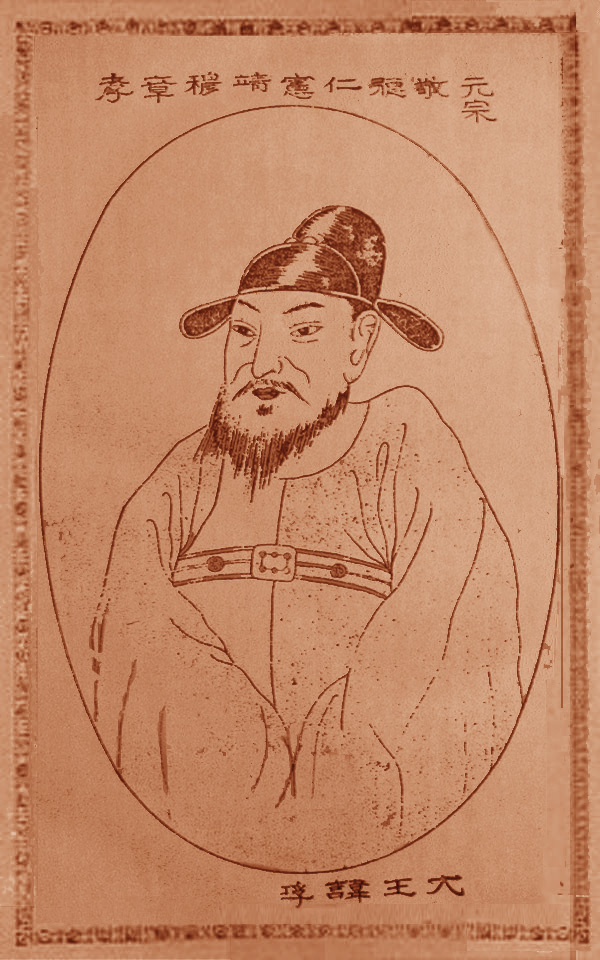
인조의 생부 정원군

정변으로 즉위한 인조는 자신의 생부인 정원군을 왕으로 추대하려 하였다. 그러나 즉위 초 그는 인조가 선조의 대통을 계승했다는 김장생, 정구, 허목 등 예학자들의 견해를 무시할 수 없어 일단 반대하였다. 그러나 내심 인조의 뜻을 이해하고 뒤에는 인조의 정원군 추숭을 지지한다.
1626년(인조 4년) 인조의 생모 계운궁 구씨(啓運宮 具氏)가 사망하자 장례 문제를 일반 왕자군의 예로 하느냐 대비의 예로 하느냐 하는 의견이 제기되어 논란이 되었다. 이때 그는 대비의 예로 하려는 인조의 의지를 간파, 차자(箚子)를 올려 상복(喪服)을 강등하는 것과 후사를 세우는 것이 잘못되었다고 논하였다. 그리고 또 계운궁의 장사는 일단 일반 왕족의 예에 따라 치르고, 나중에 제사는 제후의 예에 따라 지낼 것과 별도로 사당을 세워 스스로 제사를 주관할 것을 요청하였다. 그 의논이 인조가 선조의 대통을 계승했다는 예학자들의 의논과 달랐으므로 탄핵을 받아 체직되었다.
1629년에 인조가 다시 정원군을 왕으로 추존하려 하였으나 서인 예학자들이 모두 반대하였다. 이때 그는 박지계 등 소수와 함께 인조의 생부 추숭을 지지하였다.
1631년(인조 9년)에 인조가 다시 생부 정원군을 소급해 높이고 싶었으나 당시 조정의 신하들은 김장생의 문인들이었으므로, 김장생의 이론에 따라 이들은 집단으로 반대하였다. 인조는 이들의 간쟁으로 생부 추숭이 어려울까봐 먼저 명나라에 아뢰어 결정지으려고 했으나 삼공과 이상, 9경이 모두 불가하다며 반대했다. 인조는 특별히 그를 부제학(副提學)으로 임명하여 그 근거를 마련하게 했다. 이는 대체로 그가 처음부터 주장한 별묘(別廟)의 의논은 김장생의 문인들의 의논에 비해 더 인조의 입장을 배려했기 때문에 인조는 특별히 그의 말을 많이 인용하여 조정의 의논을 꺾기 위해 그를 끌어다가 스스로 힘쓰게 하려는 것이었다. 이에 그가 차자를 올려 말하기를, "소급해 높이는 일은 근거로 들 만한 예가 없고 조정의 의논이 또 일치되지 않았으니, 명나라에 먼저 아뢰어서는 안 됩니다."라고 하여 바로 추진할 것을 상주하였다. 결국 소수의 지지하에 정원군은 원종으로 추숭하였고, 이 추숭을 주도한 최명길과 박지계는 예를 어지럽혔다며 남인은 물론이고 같은 서인 김장생의 문도들로부터 심한 비방, 공격의 대상이 되었다.

#### 병자, 정묘호란과 전란 수습

##### 정묘호란 전후
1627년(인조 5) 정묘호란이 발생하자, 강화도의 허술한 성곽과 수비조차 박약한 위험 속에서도 조정에서는 화의 문제가 발론되지 못하였다. 그러나 그는 대세로 보아 강화가 불가피함을 역설하여 이로부터 강화가 논의되었다. 그는 조선군의 수적 열세와 기마병과 보병의 전투에서 보병이 불리한 점과, 산악지대 전투에 능한 자들인 것 등을 들어 사사로운 명분으로 국토가 황폐화되어서는 안 된다고 주장하였다.
후금군이 대대적으로 들어오자 그는 홀로 화의를 주장하였다. 국서를 보내 강화를 요청하기 전 그는 인조를 만나겠다고 찾아온 후금의 장수의 태도를 문제삼아 조야가 반대했으나 홀로 후금의 장수를 만날 것을 건의하였다.
| “ | 이미 자강(自强)하지도 못한 데다가 또 약자도 되지 못하면 어떻게 나라를 부지할 수 있단 말입니까? 청컨대 말을 유순하게 하여 닥뜨려 싸움을 늦추소서. | ” |

청나라 사신이 와서 인조를 보려고 하자 척화신들의 반대가 심했으나 그는 '양쪽의 병력이 대치하고 있는 가운데 사신이 그 중간에 있으니, 뜻을 굽혀 한번 접견하소서.'라며 만날 것을 주장하여 성사시켰다. 후금군이 물러가자 사헌부와 사간원에서 그가 강화를 주장했다는 이유로 유배할 것을 청하였으나 최명길의 주장을 이해한 인조는 단지 추고(推考)하라고만 명하고 덮어두게 하였다.
정묘호란 내내 그는 강화의 불가피함을 역설하여 강화를 주장하였고, 이로 인해 화의가 성립되어 후금이 물러난 뒤에도 많은 비난을 받았으며, 계운궁 신주(神主)의 흥경원(興慶園, 인조의 생부 원종의 묘)에 합부(合祔, 한 사당에 함께 배향하는 것)하는 문제까지 엮여서 홍문관의 심한 공박을 받자, 인조의 특별 배려로 경기도관찰사로 부임하게 된다. 당시 성리학은 명분을 중요시해 오랑캐인 청나라에 항복할 수 없다는 입장이 대부분이었다. 그러나 최명길도 현실을 인정해 실리적으로 대처하였다. 그가 화의론, 협상을 주장하자 매국노로 몰릴 것을 염려한 문인들이 그를 찾아와 염려하였지만 그는 소신을 굽히지 않겠다며 오히려 그들을 위로하려 되돌려보낸다.
이후 호조참판(戶曹參判)으로 전직되었다가 병조참판, 예조판서를 거쳐 이조판서로 대제학을 겸하였다. 1635년(인조 13) 호조판서로 임명되었으며, 이듬해 병조 판서로 되었으나 병 때문에 한성부윤으로 나갔다. 그는 여러 관직을 거치며 이괄의 난과 정묘호란의 극복에 공헌하여 인조의 신뢰를 얻는다. 그러나 그가 제일 먼저 화의론을 주장한 탓에 화의가 성립되어 후금군이 돌아간 뒤에도 많은 지탄을 받았다.

##### 전란 수습과 화의론
이후에도 후금 및 청나라에 대해서는 감정적인 반발 보다는 화친관계를 통해 실력을 쌓을 것과 유연한 외교관계를 유지하여 충돌을 피하고 우리의 입장과 이익을 지키자는 주장으로 일관하였다.
그 뒤 다시 의정부우참찬, 부제학, 예조판서 등을 거쳐 1632년(인조 10) 다시 예조판서가 되고 이후 이조판서로 홍문관과 예문관 대제학을 겸임한 뒤 호조판서를 거쳐 예문관대제학, 홍문관 대제학을 역임하였다. 1633년(인조 11년) 홍문관과 예문관의 대제학을 겸임하고 체찰부사(體察副使)를 겸임하였다. 1634년 후금은 명나라에 대한 공격에 조선이 원병을 보낼 것과 무역을 허용하는 국경개시(國境開市) 등을 요구하였다. 이에 조선에서는 척화파의 주도로 절화(絶和, 화의를 단절함)의 의논이 높아졌는데 그는 '당장은 후금의 요구에 어느 정도 실력으로 버텨서 몇 년 간은 무사할 수 있으나 그 끝은 심히 우려된다'고 하면서 '원망을 불러일으켜 굳이 병화(兵禍)를 재촉함은 바른 대책이 아니'라고 지적하였다. 또한 소수 사대부들의 정신적 만족을 위해 백성들을 희생시킬 수는 없다는 논리로 이에 맞섰다.
1635년 초 이조판서직을 사직하고 물러나 쉬다가 몇 달 뒤에 호조판서(戶曹判書)가 되었다. 1636년에는 병조판서가 되었으나 나아가지 않았다. 그해 병자호란을 맞게 된다.
1636년 5월 홍타이지가 황제로 칭하자 청나라 사신이 파견되었다. 그러나 조정에서 명나라의 황제가 있는데 참람하게 황제를 칭한다며 조정에서는 이를 배척하였다. 그는 일단 들어주자 하였으나 조정에서는 반대했고, 청나라 사신은 노하여 곧바로 가버렸다. 청나라 사신이 돌아가자 최명길은 이 일로 전쟁이 벌어질수 있다며 신중치 못하다고 지적하였다. 그는 말하기를 '전쟁의 빌미가 발생하였으니, 사전에 전쟁과 수비의 대책을 강구하소서.” 하고, 이어 '빨리 사신을 보내어 청나라의 사정을 엿볼 것'을 청하였으며, 말하기를, “나라의 큰일은 모름지기 심복의 대신들과 상의해야 하고 승지나 내관(內官)은 모두 들어서는 안 됩니다.'라고 하였다. 이어 만일의 사태에 대비해 피난과 병력 준비를 건의하였다.
그때 조정의 의논이 거세게 나와 모두 강화를 배척하였으나 그는 혼자 달랐기 때문에 들어가면 경연(經筵)의 신하들이 번갈아가며 그를 매국노, 주화론자 등으로 몰고 갔고 이어 대간과 헌부의 관료들이 번갈아가며 탄핵하였다. 그러나 그는 악의적인 비난에도 굴하지 않고 더욱더 극력 말하면서 선유(先儒)의 주장과 견해를 인용, 증거로 대기도 하고 선 때의 임진왜란이나, 명종 때의 을묘왜변, 중종 때의 삼포왜란 때 끌려갔던 백성들을 송환해온 기록을 찾아 참고로 제시하기도 했다.

##### 병자호란 전야

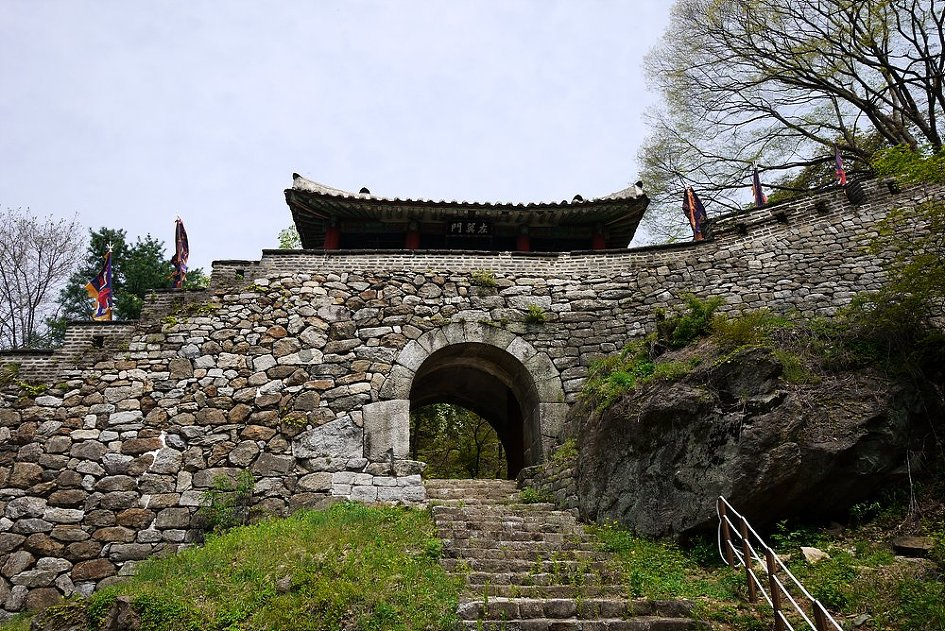
남한산성

1636년(인조 14년) 11월 청나라 임금 홍타이지는 친히 군대를 거느리고 국경을 쳐들어왔는데, 선봉이 압록강을 건넌 지 며칠 만에 서쪽의 교외로 들이닥쳤다. 전황을 듣고 달려와 인조를 수행했는데, 인조가 강화도로 피난 가려고 숭례문(崇禮門)에 이르자마자 청나라 기병(騎兵)이 이미 길을 막아버려 되돌아갔다. 이에 인조가 문루(門樓)로 나가 여러 신하들을 불러 계책을 묻자 그가 자청하여 청나라 군사들을 상대하여 시간을 벌겠다고 하였다.
| “ | 일이 급박하게 되었습니다. 신이 달려가 청나라 장수를 만나 맹약을 어긴 것을 책망하려고 합니다. 그리하여 청나라 장수가 듣지 않으면 신이 마땅히 그의 말 발굽 아래에서 죽을 것이고 다행히 접견하여 말대꾸를 해주면 조금 시간을 벌 수 있을 것입니다. 주상께서는 그 틈을 타 어가(御駕)를 동쪽으로 돌려 빨리 달려 남한산성(南漢山城)으로 들어가소서. | ” |

그가 청나라 군사들을 상대해서 시간을 끌겠다고 하자 인조가 이를 윤허하고 금군(禁軍) 20명을 떼어주었는데 숭례문을 나서자마자 병사들은 모두 뿔뿔이 흩어져버렸다. 결국 최명길은 병력 몇 명과 함께 말을 달려 사현(沙峴)에 이르러 한성부의 입구까지 당도한 청나라군 선봉군의 장수를 만나기를 청하였다. 그가 청나라 선봉군 장수를 만나 아무런 전쟁 선포가 없었는데도 함부로 군대를 동원했다며 힐책하니, 청나라 장군은 그에게 강화와 전쟁 두 가지 중에 하나를 결정하라고 요청하였다. 이에 최명길이 일부러 답을 내리지 않고 말을 돌려 시간을 질질 끌고 가다가 그날 저녁이 되어서 도성으로 돌아와 청나라 장수의 화의와 전쟁 중에 택하라는 말을 보고하였다. 그 다음날에도 시간을 끌다가 저녁 무렵에도 답을 주지 않자 청나라 장수는 그가 자기들을 기만하였다고 해치려고 하였으나 부관들의 만류로 극적으로 목숨을 구하였다. 그가 시간을 끄는 사이 인조 일행은 남한산성으로 피신하였다.

##### 병자호란 전후

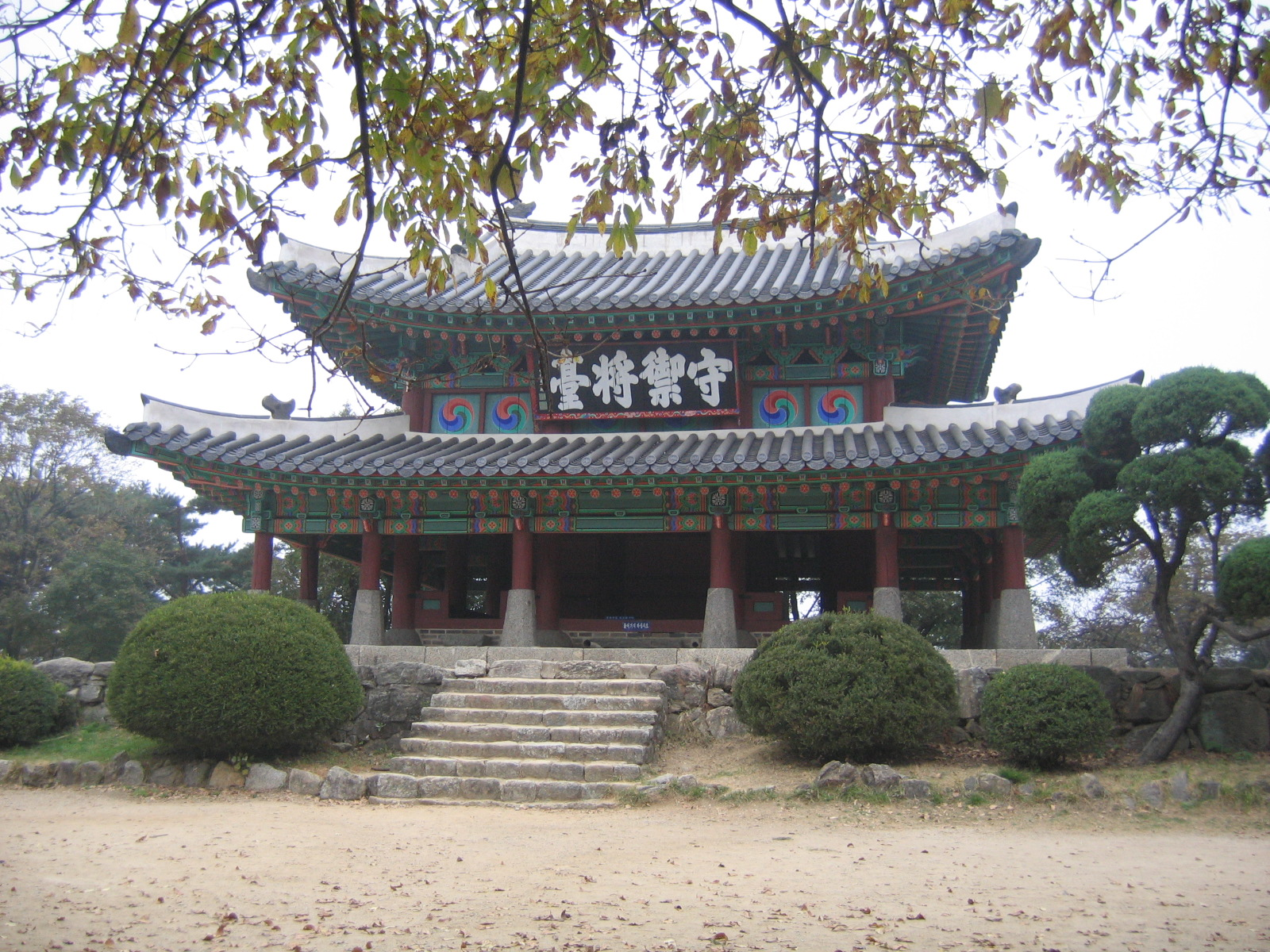
남한산성의 수어장대

1636년 겨울 다시 이조판서가 되었는데, 이때 병자호란에서 강화를 주관하였다. 1636년 음력 12월 청군의 재침입으로 인조를 따라 남한산성으로 들어갔다. 병자호란 직후 그는 강경대응해야 한다는 김상헌, 홍익한(洪翼漢) 등의 척화론(斥和論)에 맞서 명분보다 현실적 정세를 감안하자며 현황으로는 확전은 불가능하다며 주화론(主和論)을 폈다. 그는 주전론 일색 가운데 계속 주화론으로 일관하였다.
홀로 주전론자들 사이에서 주화론을 주장하였는데, 청나라의 첩자 혹은 뇌물 매수의 의혹을 받았으나 그는 이에 굴하지 않는다. 정세가 결정적으로 불리하게 되자 화의론을 좇는 자가 많아져 드디어 1636년 12월 말, 최명길은 자신이 모든 책임을 감수하겠다고 선언하고 화의 교섭을 주관한다. 병자호란 초기에 청나라의 기동대가 들이닥쳤을 때는 자원하여 목숨을 걸고 적장에게 침략을 항의함으로써 인조와 백관이 남한산성으로 피신할 시간을 벌었다. 병자호란 후에도 스스로 청나라를 왕래하면서 대청 외교에서 패전국으로서 겪는 굴욕과 수치심을 모두 감내하고 당당하게 교섭에 참여하여 조선 백성들은 청나라를 침략할 의지가 없음을 유창하게 설득하여 조선에 적개심을 가진 청나라 장수들을 설득, 문제해결을 위해 노력하였다.
미리 청나라 등의 침략에 대비하지도 못했고, 제대로 방어할 수도 없는 상황에서 적의 기마군단의 침입을 받으면 강도(江都)와 정방산성(正方山城)을 지키는 것으로는 도저히 지탱할 수 없음을 걱정하여 강력히 화의를 주장하였다. 이어 기근과 질병, 약체 병력 등 여러 가지 문제가 복합되었음을 확인한 그는 병자호란에서 승리할 가망이 없음을 들어 청나라에 항복할 것을 주장했다. 인조는 그의 분석을 수용하여 항복을 결정하고 최명길에게 직접 항복문서를 작성하게 했다. 이때 그가 작성한 항복 문서를 주전론자인 김상헌이 울면서 찢어 버렸다. 하지만 그는 이 일에 대해 원망하거나 다른 조처를 취하지는 않았다.
| “ | 나라에는 문서를 찢는 신하도 필요하고 나처럼 붙이는 신하도 있어야 한다. | ” |

김상헌이 그가 지은 화의 교서를 찢어버리자 그는 이를 주워 모으며 '조정에 이 문서를 찢어버리는 사람이 반드시 있어야 하고, 또한 나 같은 자도 없어서는 안 된다.'라고 답했다. 그럼에도 그는 김상헌, 송시열 등의 생각이 자신과 다르지만 그들의 생각도 애국심에 의한 것임을 인정한다. 또한 김상헌과의 개인적인 알력은 심양의 연금생활 중 풀게 된다.

##### 외교 활동

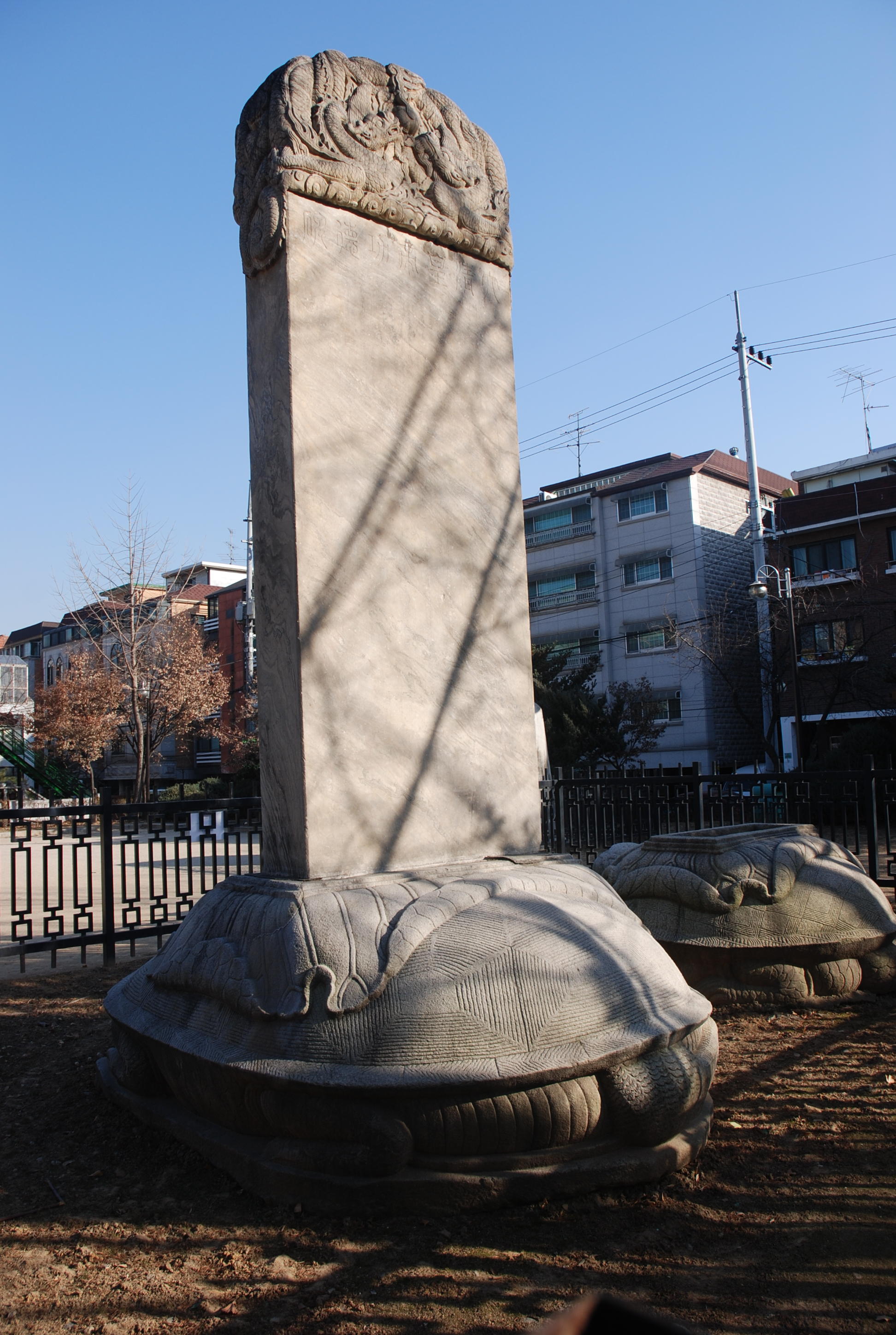
삼전도비

인조의 신뢰로 정세가 결정적으로 기울어져, 이듬해인 1637년 음력 1월 결국 인조가 직접 청 태종에게 나아가 항복하였다. 그의 이러한 그의 대응은 서인 내에서도 그를 안좋게 보던 정적들이 편찬한 《인조실록》에서도 곳곳에서 높이 평가되었다.
1637년 1월부터는 청나라에 끌려간 백성들의 송환을 임금에게 적극 건의하여 성사시킨다. 그러나 인조가 청 태종에게 삼두고배를 한 치욕적인 사건을 불러온 장본인으로 지목되어 오랫동안 비방에 시달렸다. 그러나 난중의 일처리로 인조의 깊은 신임을 받음으로써 1637년 4월 의정부우의정에 특별 승진되어 위로는 왕을 위로하고 아래로는 흩어진 정사를 잘 정리하여 내외가 점점 더 안정되었고, 그해 가을에 좌의정이 되었다. 좌의정이 된 직후 청나라에 파견되는 사은사(謝恩使)로 심양에 가서 조선인 포로들을 돈을 주고 8백여 명을 데려왔다. 이어 심양에서 조선인 포로의 석방과 송환, 척화신(斥和臣)의 송환을 교섭, 성사시키고 1638년 초에 귀국하여 영의정에 이르렀다. 영의정에 올라 대청 ·대명 외교의 복잡한 문제에 대처하고 개혁을 추진하면서 국정을 주도하였다.

#### 환향녀 용서 주장
사족들에 대해 병자, 정묘호란으로 청나라군에 끌려갔던 부녀자들과 이혼하지 말고 혼인관계를 계속 유지할 것을 외롭게 주장하였다. 환향녀들을 용서하자는 주장에 전 조정의 대신들이 벌떼같이 들고 일어나 국속(國俗)을 해하는 자, 미풍양속을 해치려는 자라며 그를 비난, 비방하였다.
그는 병자호란과 정묘호란 당시 청나라로 끌려갔던 부녀자들을 용서해야 된다고 주장하였다. 그들이 자의에 의하여 불륜을 저지른 것도 아니며 조정과 정부 대신들의 잘못으로 청나라에 끌려가서 능욕을 당한 것이니 잘못은 조정의 대신들에게 있는 것이라며 이들을 용서할 것을 주장했다. 그는 또한 환향녀나 화냥년이라는 비난은 금지해야 된다고 주장하였다. 병자호란 직후와 정묘호란 직후 그는 환향녀들에 대한 용서를 주장했는데, 김육과 이원익 등 소수만이 그의 의견에 동조하였다. 당대의 사대부들은 그의 환향녀 용서 주장에 대해 청나라에 끌려가서도 절개를 지키지 못한 여성들을 감싸준다며 비난하였다.

#### 청나라와의 외교 문제
1636년 청나라와 맹약을 체결하고 1637년 청나라가 명나라를 칠 때 조선의 군사들을 파병할 것을 요청하였다. 이때 그가 나서서 청나라 군에 파병할 수 없음을 통보하였다. 그러나 청나라는 계속 군대를 출동하여 도우라고 압력을 행사했고 그는 도울 수 없다고 말하였다. 다시 청나라는 사신을 보내 명나라 정벌을 도우면 큰 선물을 주겠다며 조선에 청나라 군대를 지원, 파병하라고 주장하자 그는 스스로 심양(瀋陽)으로 달려가 전에 한 말을 인용하여 그들의 요청을 막았다. 청나라에서 장수가 파견되어 또다시 와서 병력의 지원을 강요하자 그는 죽음으로서 파병을 할 수 없다고 선언했다. 그는 '군대를 지원하는 것과 성을 내려가 항복하는 것은 다르니, 나라가 망하더라도 의리상 따를 수 없다. 우리나라 대신 중에 한두 사람이 이를 위해 죽은 사람이 있어야 바야흐로 천하 후세에 할 말이 있을 것이다.' 하고 거절했다.
바로 그는 자신이 심양으로 달려가 명나라 정벌군을 파견하지 않는 대신 자신이 그 책임을 감당하게 할 것을 자청하자 인조는 감동하여 표범 갓옷 한 벌을 하사한 다음 직접 만나 그를 전송하였다. 심양으로 가기 전에 이번에는 반드시 살아서 돌아오기 힘들다고 여겨 미리 장례물품과 염습의 물건을 준비해 가지고 갔다. 그가 심양에 도착하여 청나라 황제 앞에서 항의하며 굽히지 않으니, 홍타이지는 분노하였으나 나중에 그를 의롭게 여겨 풀어주었다.

#### 청나라 포로의 석방 문제
그는 청나라에 끌려간 포로들을 한사람이라도 남겨서는 안되고 모두 데려와야 된다고 주장했다. 청나라에 끌려가거나 억류된 포로들의 석방 문제에는 아무도 반대하지 못했다. 1637년(인조 15) 2월에 호조에서 은(銀)을 내주어 포로로 붙잡혀 간 사람들을 속환시키도록 하였으며, 포로가 된 사람들의 가족들도 개인적으로 속전을 내고 귀환시켰다. 이들은 자기의 가족을 빨리 속환시킬 생각에서 가격의 고하를 따지지 않았으므로 속전의 가격이 자꾸 오르는 폐단이 생겼다.
그의 거듭된 건의를 받아들여 인조는 청나라에 끌려간 백성들의 송환을 의논한다. 결국 청나라에 조선인 포로의 석방과 속환을 건의하여 조약을 체결, 조선에서 끌려간 수만 명의 포로들을 속환시에 모아놓고, 가족의 속환을 원하는 사람은 값을 치르고 찾아가게 하였는데, 청나라의 노예무역상들은 포로들의 몸 값을 계속 올려 사대부의 가족들에 대하여서는 수백 냥 또는 수천 냥을 요구하였다. 1637년 4월 최명길은 '한 사람에 대한 속전이 노소(老少)나 귀천에 따라 다소의 차이는 있을지언정 아무리 비싸도 1인당 100냥을 넘지 않게 하고, 이를 어기는 사람은 엄히 다스릴 것을 건의하였다. 그러나 그해 5월까지도 이런 폐단이 계속되었다.
최명길은 속환사를 파견하여 데려올 것을 건의한다. 1637년 6월 신계영(辛啓榮)이 속환사(贖還使)가 되어 가족의 속환을 원하는 사람들을 인솔하고 청나라로 가 선양의 속환시와 노예시에 가서 국가나 개인의 경비로 속전을 치르고 속환된 사람 600여 명을 데려왔으며, 다시 같은해 11월에 청나라에 속환시와 노예시가 열리자 사은사로 파견된 최명길은 사은부사, 서장관, 역관들을 시켜 국비와 개인 경비를 들여 8백여 명을 속환하여 데려오기도 하였다. 그리고 귀국 후에도 많은 조선인 포로들의 존재를 국내에 알렸다. 그러나 이때 속환되지 못한 일부 사람들은 청나라에 눌러앉거나 자결하기도 했다. 속전을 지불하고 데려올 친척이 없는 백성들과 병자호란, 정묘호란 당시 왕을 호종한 군졸의 처자로서 포로가 되었으나 속환하지 못한 700여 명에 대한 송환문제는 결국 해결하지 못하고 말썽거리가 되었다.

### 생애 후반

#### 기득권에 대한 비판
1638년 그는 청나라에 사신으로 가서 조선이 오랜 전쟁으로 피폐해짐을 이유로 들어, 매년 조공으로 바치는 공물의 양을 줄이고 명나라를 치기 위한 징병 요구를 철회할 것을 간청하여 성사시키고 되돌아왔다. 1639년(인조 17년) 인조는 오래도록 병석에 누워 있었으며 그를 불러 자문을 청하였다. 수시로 입궐하여 인조의 병석을 돌봤는데, 바로 무고 사건이 발생하여 정명공주(貞明公主)의 시집이 연루되었다. 인조는 그에게 밀지(密旨)를 내려 직접 그 옥사(獄事)를 끝까지 조사하려고 하자 그는 불가하다 하였고, 정명공주 사가 내사가 결정되자 그는 극력 반대하고 별궁(別宮)으로 거처를 옮길 것만 청하여 옥사가 번지는 것을 막았다. 그 뒤 일찍이 사이가 벌어진 김류·김자점(金自點) 등의 세력과의 경쟁과 산림세력으로부터 매국노와 삼전도의 굴욕을 불러온 인물이란 비판을 받자 1640년에 영의정직에서 물러났다. 인조의 사임 만류에도 불구하고 일단 물러났다.
성리학과 문장에 뛰어나 일가를 이루었으며, 글씨에 있어서도 동기창체(董其昌體)로 이름이 있었다. 특히, 한때 양명학을 혼자서 은밀히 공부하였으며 이를 친구인 장유나, 양 아들 최후량(崔後亮) 및 손자 최석정(崔錫鼎) 등에게 전수하여 양명학을 보급하고 강화학파의 기틀을 이루었다.
그는 아들이 없어서 조카를 양자로 삼았지만 보통 친자가 생기면 양자를 취소하는 것과 달리 양자를 취소하지 않고 그대로 후사로 삼도록 특별히 청하여 조정의 허락을 받았다. 또한 동료 공신들의 월권행위와 권력남용을 비판하고 이러한 행위를 묵인한다면 반정을 한 의미가 없어진다며 경고하였다. 이어 동료 공신들의 경제적 비리행위를 계속 질타, 규탄하고 개혁을 촉구하기도 했다.

#### 2차 영의정 재임과 명나라 외교 문서 사건
1640년 사임하였다가 1642년 다시 영의정을 역임했다. 다시 영의정이 되었으나 임경업(林慶業)을 통해 승려 독보(獨步)를 명나라에 보내 비공식적 외교관계를 유지한 일이 첩자들에 의해 청나라에 알려졌다.
남한산성에서 내려가 막 강화할 때 그는 청나라에 대한 항복을 명나라가 불쾌히 여길까봐 도독(都督) 진홍범(陳弘範)에게 공문을 보내 해명하였으나 공문이 중간에 유실될지 알 수 없어 명나라에 갔다가 다시 돌아올 수 있는 사람을 구하려 했다. 이에
조선인 승려 독보(獨步)란 사람이 명나라 장군 홍 승주(洪承疇)의 군영으로부터 일을 알아보기 위해 특별히 명나라에서 파견되었으므로 최명길은 독보에게 공문을 주어 홍 군문(洪軍門)에게 전달하도록 한 다음 평안도 병사 임경업(林慶業)으로 하여금 배를 준비해 독보의 명나라 행을 도와주도록 하였다. 1641년(인조 19년) 가을에 독보가 명나라 정부의 회답의 공문을 가지고 왔다. 그러나 그는 이미 영상에서 물러나 있었으므로 답서를 써서 그에게 부쳤다.
이때 청나라 사람이 멀리서 바다의 배를 보고 조선이 명나라와 내통한 줄로 의심한 나머지 와서 힐문하였으므로 많은 돈을 들여 그 일을 무마시켰다. 그러나 홍승주가 청나라에 항복하여 독보가 오고간 일을 자세히 말했다.
이때 선천 부사(宣川府使) 이규(李烓)가 은밀히 명나라 상선과 거래한 일이 발각되어 청나라에서는 조선이 명나라와 밀통한다는 이유로 장군을 보내 소현세자를 봉성(鳳城) 데려온 뒤 선천부사 이규를 붙잡아다놓고 힐문하였다. 이때 형문을 받던 이규가 은밀한 일을 고하여 살아보려고 그가 명나라에 독보를 보내 해명한 일을 말하자, 청나라 장군은 청태종에게 보고하고 바로 그를 붙잡아다 대질 심문을 하였다. 이때 어떤 사람은 '사건이 반역한 신하 입에서 나왔지만 다른 증거가 없으니, 그런 사실이 없다고 하는 것이 좋겠다.'고 하자 그는 '저들이 이미 바다에 있는 배를 엿보고 알았으니 또 증거를 안 얻었으리라고 반드시 보장할 수 없다. 처음에 속였다가 결국 드러나면 그 사건이 필시 주상에게 미칠 것이니, 차라리 속이지 않는 것이 낫겠다. 나와 임경업 두 사람만 죽으면 그 화를 막을 수 있다.'고 하였다.

#### 억류와 석방
인조가 그를 위로하고 백금과 담비 갓옷을 주어 보냈다. 이어 봉성에 끌려가 대질 심문할 때 말하기를, "배를 구하여 중을 보낸 일은 오직 나와 임경업만 같이 하였다. 우리 주상이 명한 것이 아니고 조정의 신하들도 참여한 사람이 없다."고 하였다. 청나라 장수가 그가 대답한 진술 공초를 심양에 보내고 홍타이지는 그에게 형구를 씌워 데려오도록 했다.
그러나 임경업이 명나라와 내통을 한 사실과 함께 조정의 반청(反淸) 움직임이 청나라에 발각되자, 그는 책임을 지고 청나라에 인질을 자원하여 소현세자, 김상헌, 이경여 등과 함께 청나라 심양으로 끌려갔다. 그는 즉시 임경업 등과 명나라와 내통 음모를 꾸몄다는 이유로 청나라 형부에서 형문을 받은 뒤 북관(北館)에 2년간 감금되었고, 1645년에야 소현세자 일행과 함께 풀려나 귀국하여 계속 인조를 2년간 더 보필하였다. 문집으로 《지천집》 19권과 《지천주차(遲川奏箚)》 2권, 《경서기의 (經書記疑)》, 《병자봉사 (丙子封事)》 등이 있다.
최명길은 북관에서도 사형수들을 수감하는 독방에 갇혔는데, 최명길의 옆방에는 청음 김상헌이 있었다. 조선에 있을 때 김상헌과 사이가 나빠 김상헌은 최명길을 매국노 또는 도의를 저버린 비겁한 겁쟁이라며 싫어하였다. 최명길은 김상헌을 명분만 앞세우며 명예만 바라보는 사람으로 여겨 경멸하였다. 독방생활 중 정치적 입장은 달랐지만 서로의 묵은 감정을 풀게 된다. 이때 김상헌과 주고받은 시문이 하나가 전한다.

이제야 서로의 우정을 되찾으니

문득 백년 의심이 풀리는구나
— 김상헌

그대의 마음은 돌 같아

끝내 돌이키기 어렵지만

내 마음은 둥근 고리 같아

때로는 돌아간다오
— 최명길

심양의 북관 감옥에서 마음을 터놓게 된 최명길과 김상헌은 귀국 후에도 서로 협력을 아끼지 않았다. 1645년초 특별히 석방되어 소현세자 일행, 김상헌, 이경여 등과 함께 배편으로 귀국하였다. 귀국하여 부원군에 진봉(進封)되어 완성부원군(完城府院君)이 되었고, 어영청도제조(御營廳都提調)를 지냈다.

#### 은퇴와 최후
귀국 후에도 인조의 각별한 신뢰하에 국가의 원로로 정사에 참여하였다. 1645년에는 인조가 갑자기 급서한 소현세자의 장례를 3년상이 아닌 7일장으로 탈상하자 잘못된 것이라며 비판하였다. 이는 김집, 송준길 등 소수와 함께 소현세자 장례식의 잘못을 건의하였지만 왕이 듣지 않았다. 1646년 인조가 소현세자빈 강씨를 처형하려 할 때는 공포 분위기 속에서도 일반 사류들과 함께 어린 왕손들을 위해서라도 그녀를 용서해줄 것을 주장하였다. 그의 소현세자빈 용서 주장에는 김집, 송준길, 홍우원 등 소수 인사들이 그의 의견에 동조하였다.
1647년 6월 19일(인조 25년 음력 5월 17일) 오랜 병환으로 죽었다. 그가 죽자 인조는 3일간 조회를 중지하고 5일간 고기 반찬을 먹지 않았다. 인조와 봉림대군(뒤의 효종)이 각각 내관(內官)을 보내어 장례를 치를 때까지 호상(護喪)하고 부조를 하였으며 친히 제사를 지내는 등 관례보다 더 후하게 장례를 하였으며 3년상이 끝날 때까지 녹봉을 지급하도록 명하였다.
그의 정치적 입장은 손자이자 숙종대에 영의정을 지낸 소론의 지도자인 최석정(崔錫鼎)이나 정제두 등의 소론계 양명학자 등을 통해 후대로 이어졌다. 사후 조정에서는 문충(文忠)이라는 시호를 내린다. 생전, 계속 주화의 입장을 내세워 조선조정을 구하고 전쟁의 확산을 방지했으나 그는 공을 인정받지 못하고, 대한제국이 멸망할 때까지 국치의 주범이라는 오욕을 당했다. 그가 양명학을 비밀리에 수학, 연구했다는 사실이 알려지면서 그에 대한 비방은 계속되었다.

### 사후
시신은 충청북도 청주군 북이면 대율리(大栗里, 현 충청북도 청주시 청원구 북이면 대율리 253-3)에 안장되었다. 박천(博川)의 지천사(遲川祠)에 제향(祭享)되었다. 묘비문은 1702년(숙종 28년) 소론 영의정 남구만이 지었다. 신도비는 사후 60년이 지난 1702년(숙종 28년)에 묘소 근처 대율리 산 15-2번지에 세워졌고, 남구만이 글씨를 썼다.
병자호란과 정묘호란 당시 화친과 항복, 교섭을 주장한 일로 조선후기에 이르러 그는 매국의 대명사로 인식되어 부정적으로 평가되었다. 숙종 말년에 소론이 집권하면서 잠시 긍정적인 여론이 나타났으나 곧 사라졌다. 주화론으로 대표되는 그의 사상과 정책은 성리학적 명분을 중시하던 시대 분위기에 밀려 인조 말년 이후 거의 모두 부정되고 최명길 자신도 소인배나 불길한 인물로 폄하되었다. 그러나 국가와 민생을 위해 개인의 위험을 돌아보지 않는 헌신과 복잡한 문제들을 풀어간 공로에 대한 찬사도 계속되었다.
그의 후손들은 숙종 때 정승을 지낸 최석정(崔錫鼎)과 최석항(崔錫恒) 등 소수를 제외하고는 대부분 대한제국이 멸망할 때까지 강화도와 경기도 각지에 숨어 살았다. 또한 그의 후손들이 당색으로는 서인에서 노론, 소론으로 갈라질 때 소론을 선택함으로써 노론 치하에서 그에 대한 부정적인 여론이 계속되었다. 성리학자이면서도 양명학에 관심을 보이고 이를 깊이 연구한 것에 대한 부정적인 평가가 있었으나 이는 왕조가 멸망한 뒤 사라졌다.

### 현대
1910년 대한제국이 멸망한 후에 이르러 그가 청나라와 화의, 타협정책을 추진함으로써 조선의 병란이 전국으로 확산되는 것을 막았다는 긍정적 평가가 나타나기 시작했다. 1970년대에 이르러 김상헌의 주전론도 옳고, 최명길의 화의론도 옳다는 인식이 나타나게 되었다.
묘소는 청원군 북하면 대율리로, 윤관 영정이 봉안된 호남사 근처 28번 군도를 따라 서남쪽 방향으로 내려가다 만나는 511번 지방도에서 좌측으로 돌아간 입구에 위치해 있다. 최명길의 묘소는 대한민국 정부 수립 후 충청북도 기념물 제68호로 지정되었으며, 신도비는 충청북도 유형문화재 제59호로 지정되고 1979년에 비각을 신축하였다.

## 저서
- 《지천집》
- 《지천선생유집》
- 《지천선생속집》
- 〈병자봉사〉(丙子封事): 《지천집》권11에 실려 있다.

## 사상과 신념

### 소신론
그는 인이었지만 서인의 당론에 무조건 따르지는 않았다. 인조가 대원군 신분인 생부 정원군(定遠君)을 다시 왕으로 추존하려는 정책을 펼 때, 김장생, 김집, 안방준 등 대부분의 사림들이 학문적 원칙과 공과 사의 분별 등의 이유로 반대하였다. 그는 처음에는 이들의 의견에 동조했으나 나중에는 박지계 등과 함께 임금의 입장을 존중하는 소수 의견에 가담하여 탄핵, 비판을 받았다. 그러나 항상 임금만을 따른 것은 아니고 1646년 인조가 소현세자빈 강씨를 처형하려 할 때는 공포 분위기 속에서도 일반 사류들과 함께 어린 왕손들을 위해서라도 그녀를 용서해줄 것을 주장하였다. 그의 소현세자빈 용서 주장에는 김집, 송준길, 홍우원 등 소수 인사들이 그의 의견에 동조하였다.

### 주화론
정묘호란과 병자호란 당시 그는 남한산성에서 많은 사대부와 지식인들이 주자학적 명분론과 여진족이 과거 고려, 조선에 조공을 바치던 과거에 사로잡혀 항전을 주장했음에도 불국하고, 전투 수행과 견디는 것이 어렵다는 현실을 직시하고 과감히 자신의 주관에 입각해서 화의론을 주장하였다.
1627년의 정묘호란이나 1636년 병자호란 당시 그는 후금과 청나라가 조선에 조공을 바치던 여진족이라는 이유로 척화, 주전론이 우세하였다. 이때 척화론 일색의 조정에서 홀로 강화론을 펴서 극렬한 비난을 받았으나 그는 이를 굽히지 않았다. 그는 소수의 사대부들의 만족을 위해 백성들을 희생시킬 수는 없다는 점과, 난전(亂前)에 이미 적극적인 대책을 펴지 못한다면 손해가 극심할 것을 들어 화의할 수밖에 없다는 식의 강화론을 계속 주장하고 나섰다. 그는 오랫동안 전쟁준비를 하지 않고, 제대로 대응하지도 못하면서 일조에 적의 침입을 받으면 강화도로는 도저히 항전이 불가능한 것 없음을 걱정하여 강력히 화의를 주장하였다. 이는 현실적인 주장이었으나 오랫동안 비난의 원인이 되었다.

### 성리학과 양명학 긍정론
사상은 당시의 대세인 성리학을 바탕으로 하였지만 그는 이미 주자학적 명분론, 묵수주의가 조선사회의 모순을 해결할 수 없다는 것을 깨닫고 양명학에서 새로운 사상적 활로를 찾았다. 그는 성리학 원론이나 번다한 예설 자체에 대해 관심을 크게 보이지 않았고, 성리학을 전면 부정하지도 않았다. 또한 명분론 일변도로 흐르지도 않았다. 성리학자이면서도 그는 양명학(陽明學)에도 호감을 보이고 새로운 사상을 소개하였다. 그는 장유 등과 함께 양명학적 지식과 그 소양을 익히고 새로운 사상도 있음을 조선에 소개하였다. 인조반정 때는 길흉을 점쳐 거사 시기를 정했을 만큼 점술을 인정받았으며 풍수지리나 병법에도 뛰어났다.

### 친양자에 대한 의리
그는 본부인 인동 장씨에게 아들이 없어 조카인 최후량을 양자로 들여 후사로 삼았다. 그러나 장씨 부인이 죽고 재혼한 부인 허씨 부인이 아들 최후상을 낳았다. 아들이 없어서 양자를 들였으나 다시 아들이 생기면 파양해도 되었고, 조선 조정에서도 이를 허락하였다. 그러나 그는 최후량을 파양하지 않고 아들이라 하고 그를 장남이라 하고, 허씨 소생 아들 최후상은 차남이라 하였다.
그가 친자가 태어났는데도 양자를 파양하지 않은 것을 의문스럽게 여기자 그는 '이미 아비와 자식이 정해지면 저절로 천륜(天倫)의 순서가 있으므로 바꿀 수 없다.'하고 파양하지 않는 소신을 밝혔다. 이어 그는 조정에 청하여 최후량을 후사로 삼아 가산을 상속시켰고, 사람들은 그의 의리에 탄복하였다. 또한 예를 아는 식자들도 옳게 여기었으므로 이를 특별히 법전에 기록해 조령(朝令)으로 삼았다.

### 환향녀 속환과 이혼 불가론
정묘호란과 병자호란으로 포로로 끌려갔던 여자들이 환국하거나 쇄환사를 통해 조선으로 귀국하면서 이들의 실절 문제가 대두되었다. 1638년(인조 16) 최명길은 최초로 환향녀들의 이혼을 반대하는 주장을 하였다. 이어 환향녀, 화냥년 등의 비하 역시 금지할 것을 상소하였다.
후에 그의 친구이자 효종의 장인이기도 했던 신풍부원군 장유는 그의 며느리인 한이겸(韓履謙)의 딸 한씨의 문제를 들어 개취 문제를 결정하여 달라고 예조(禮曹)에 청원하였다. 병자호란 때 청나라의 군대에 끌려갔던 한씨는 생환해 돌아왔고 장유는 이에 예조에서는 문제를 해결하기 곤란하다고 의정(議政)들이 처결할 문제라고 미루었다. 그러자 최명길은 임진왜란 때 포로로 끌려갔다가 풀려나거나 되돌아온 부녀문제의 해결책에 준하여 속환된 부녀들은 이혼하지 않고 사는 것이 마땅하다고 하였다. 그에 의하면 대소신려들이 정사를 잘못 보필하여 부녀자들이 끌려간 것이지 부녀자들이 악의를 품고 간통한 것은 아니라며 이혼을 허락해서는 안 된다고 주장하였다.
이에 장유는 부녀가 정조를 잃었으므로 사대부 집안에서 선조의 제사를 모시게 할 수 없으며, 누구의 자손인지 알 수 없는 아이를 자손으로 기를 수 없으므로 이혼시켜야 한다고 주장했다. 최명길은 속환된 사족(士族) 부녀가 한두 사람이 아니고 모두 정조를 잃은 것도 아니며, 만일 이혼을 명하면 지아비들이 자기 처를 속환해오지 않을 것이므로 많은 부녀가 타국의 혼귀가 된다며 이혼을 허락하지 않았다.
이 문제를 놓고 조정의 대소신려들과 사대부, 지식인들 사이에서 갑론을박의 논쟁이 발생했다. 대간(臺諫)에서도 나서서 반드시 법대로 하지 말고 지아비는 그대로 속환된 부인과 살거나 재혼을 하거나 원하는 대로 하라고 제의했다. 그러자 최명길은 원하는 대로 행하면 일국의 법이 2가지로 갈리므로 부당하다고 논박함으로써 인조는 이혼을 불허했다. 인조는 최명길의 의견에 따라 이혼을 불허하며, 다만 사대부 집의 자제들은 모두 새장가를 들 수 있되 송환된 부녀도 또한 함께 데리고 살수 있도록 하였다. 이로써 장유 아들의 이혼은 허락되지 않았고, 다른 사대부가에게도 역시 청나라에 끌려갔다가 되돌아온 부녀자들에 대한 이혼을 금지하였다.
그러나 사대부가들은 환향녀들을 쫓아내거나, 친정으로 되돌아갔다가 쫓겨는 일이 계속 발생했다. 장유가 죽자 그의 부인 김씨가 다시 며느리 한씨의 이혼문제를 예조에 탄원하였다. 김씨는 며느리 한씨가 청나라군에 절개를 더럽혔으며 조정에서는 아들이 반정 공신가문의 독자라 하여 그에게서 나온 자녀를 인정할 수 없다고 주장했다. 장유가 세자의 장인인 점 등이 감안되어 결국 특별히 이혼이 허락되었다. 이로써 청나라에 끌려갔다 돌아온 환향녀들의 이혼은 금지되었다.
그러나 환향녀들에 대한 이혼을 금지시킨 최명길에 대한 사대부와 지식인들의 반발과 반감은 만만치 않았다. 1638년(인조 16) 기록에 최명길이 최초로 이혼을 반대하는 주장을 하자 국속(國俗)을 해하는 자로 격렬히 비판받았다. 이 문제는 현종 때 속환부녀자의 속환 후 낳은 자손이 문무반의 요직에 임명해야 되느냐, 마느냐 여부에까지 문제가 계속되었다.

### 주전론에 대한 인정
병자호란과 정묘호란 당시 그는 주화론, 항복론을 주장하여 사후 대한제국이 멸망할 때까지 엄청난 비난을 받았다. 그럼에도 그는 병자호란 당시 "싸우자니 힘이 부치고 감히 화의하자고 못하다가 하루 아침에 성이 무너지고 위아래가 어육(魚肉)이 되면 종사를 어디에 보존하겠느냐"는 입장에서 강화를 주장하였고, 자신을 비판하며 자신이 쓴 항서를 찢는 척화파 김상헌(金尙憲)의 행동도 애국심으로 인정하였다. 김상헌의 행동을 비판하면서도 그는 김상헌의 주전론과 그의 항복국서를 찢는 등의 행동에도 나름대로의 의미가 있다고 인정함으로써 독단에 빠지지는 않았다.

## 가족 관계
- 할아버지 : 최수준(崔秀俊)
- 아버지 : 최기남(崔起南, 1559 ~ 1619)
- 어머니 : 전주 류씨(全州 柳氏, 1556 ~ 1615) - 류영립(柳永立)의 딸
  - 누나 : 최몽희(崔夢姬, 1580 ~ ?)
  - 형 : 완천군(完川君) 최내길(崔來吉, 1583 ~ 1649)
  - 남동생 : 최혜길(崔惠吉, 1591 ~ 1662)
  - 남동생 : 최만길(崔晚吉, 1596 ~ ?)
- 서모 : 업이(業伊) - 양민 출신
  - 이복 남동생 : 최정길(崔正吉, 1619 ~ ?)
  - 정부인 : 인동 장씨 - 옥성부원군(玉城府院君) 장만(張晩)의 장녀
    - 양자 : 완릉군(完陵君) 최후량(崔後亮, 1616 ~ 1693) - 남동생 최혜길(崔惠吉)의 차남
    - 며느리 : 안중임(安仲任, 1621 ~ 1673) - 안헌징(安獻徵)의 장녀[14]
      - 손자 : 최석진(崔錫晉 1640 ~ ?)
      - 손자 : 최석정(崔錫鼎 1646 ~ 1715) -  숙부 최후상(崔後尙)의 양자로 출계
      - 손녀 : 최두식(崔斗息, 1651 ~ ?)
      - 손자 : 최석항(崔錫恒, 1654 ~ 1724)
      - 손녀 : 최단식(崔端息, 1656 ~ ?)

  - 계부인 : 정경부인(貞敬夫人) 양천 허씨 - 종묘서영(宗廟署令) 허인(許嶙)의 딸
    - 장남 : 최후상(崔後尙 1631 ~ 1680)
      - 양손자 : 최석정(崔錫鼎, 1646 ~ 1715)

  - 측실 : 이름 미상
    - 서녀 : 최씨(崔氏)
    - 사위 : 능성 구씨 구횡(具鐄, 1638 ~ ?)

## 관련 작품

### 드라마
- 《대명》 (MBC, 1981년, 배우: 김성원)
- 《남한산성》 (MBC, 1986년~1987년, 배우: 변희봉)
- 《서궁》 (KBS 2TV, 1995년, 배우: 선동혁)
- 《왕의여자》 (SBS, 2003년~2004년, 배우: 김효원)
- 《돌아온 일지매》 (MBC, 2009년, 배우: 정동환)
- 《궁중잔혹사 - 꽃들의 전쟁》 (JTBC, 2013년, 배우: 김하균)
- 《삼총사》 (tvN, 2014년, 배우: 전노민)
- 《화정》 (MBC, 2015년, 배우: 임호)
- 《연인》 (MBC, 2023년, 배우: 김태훈)

### 연극
- 《남한산성》 (1990년,배우:권성덕)
- 《남한산성》 (2010년,배우:김응수)

### 영화
- 《남한산성》 (2017년, 배우: 이병헌)

## 긍정 평가와 부정 평가

### 긍정 평가
그는 성리학과 문장에도 뛰어나다는 평을 들었고, 글씨는 동기창체(董其昌體)로 유명했다.
이시백은 최명길의 공적을 여덟 가지로 뽑았는데 그 공적은 1. 인조반정에 참여한 것 2. 인조의 아버지 정원군을 국왕으로 추숭한 것 3. 인조를 위해 홀로 청나라의 진지에 간 것 4. 주변 신하들의 비방에도 화의를 주도한 것 5. 청나라가 조선군을 징발하는 것을 막으려고 목숨까지 걸었던 것 6. 명나라에 비밀리에 글을 보낸 것에 책임지려고 목숨을 건 것 7. 남의 혈육을 잘 돌봐준 것 8. 당파에 물들지 않은 것을 가리킨다.
박세당은 "조선 사람들이 잠자리를 편안히 하고 그 자손을 보전할 수 있었던 것이 모두 그(최명길) 덕분이다"라고 말했다.
남구만은 "종사(宗社)가 망하지 않게 하고 백성들이 죽지 않게 한 사람은 실로 최명길이었다."라고 평가했다.
김만중은 "스스로 직분을 다해 마음에 부끄러움이 없는 자"라고 평가했다.
이민서는 "강직하게 나라를 깊이 생각하여 일신의 삶과 죽음, 화와 복으로 그 마음을 흔들리게 하지 않고, 온 힘을 다하여 마땅히 해야 할 바에 힘썼으니, 대신(大臣)의 절도가 있다고 할 만하다."라고 평가했다.
이 밖에도 허적, 정태화, 숙종, 정조, 정민시 등도 비슷한 평가를 내리고 있다.
최명길을 줄곧 좋지 않게 평가한 조선왕조실록조차도 그를 "위급한 경우를 만나면 앞장서서 피하지 않았고 일에 임하면 칼로 쪼개듯 분명히 처리하여 미칠 사람이 없었으니, 역시 한 시대를 구제한 재상이라 하겠다."라고 인정했다.
또한 양명학(陽明學)과 새로운 사상들에도 편견없이 호감을 보이고 그 사상을 소개하는 한편 소양을 몸에 익혀 장유 등과 더불어 그 사상을 후대에 이어준 조선 후기 한국 유교 중 양명학파의 매우 중요한 인물로도 평가된다.

### 부정 평가
병자호란과 정묘호란 당시 주화론과 협상론을 주장하였므로, 그는 협력자로 몰려 비판받았다. 그래서 당대와 후대 사람들의 비판과 성토의 대상이 되었다. 그러나 그의 주화론, 협상론은 1970년대 이후 대한민국에 와서 재평가 여론이 나타나기 시작하였다.
성리학자이면서도 양명학에 관심을 보이고 이를 깊이 연구한 것에 대해서도 바르지 못한 학문에 관심을 보였다는 부정적인 평가가 있었으며 그를 사문난적으로 몰려는 시도도 나타났지만 이는 조선이 멸망한 뒤 사라졌다.

## 같이 보기
- 병자호란
- 정묘호란
- 임경업
- 김자점
- 김상헌
- 삼학사
- 척화파
- 주화파

## 전기 자료
- 남구만, 《약천집》 권17, 영의정 문충 최공 신도비명
- 박세당, 《서계집》 권11, 영의정 완성부원군 최 공 신도비명
- 최창대, 《곤륜집》 권20, 지천 공 유사
- 이민서, 《서하집》 권16, 영의정 완성부원군 최 공 시장
- 최석정, 《명곡집》 권29, 선조 영의정 완성부원군 문충공 행장
- 한명기, 《최명길 평전》, 보리, 2019년 11월 25일

## 참고·인용 문헌
- 《지천집》, 《지천유집》
- 《서계집》, 《서하집》, 《약천집》, 《곤륜집》
- 《서포만필》
- 실록: 선조실록, 광해군일기, 인조실록
- 《연려실기술》